# Aurora do Tocantins
Aurora do Tocantins is een gemeente in de Braziliaanse deelstaat Tocantins. De gemeente telt 3.523 inwoners (schatting 2009).